# WTCC i USA
FIA WTCC Race of the United States var en deltävling i världsmästerskapet i standardvagnsracing, World Touring Car Championship som kördes 2012 och 2013 på Sonoma Raceway, nära Sonoma i Kalifornien, USA.

## Vinnare
| År   | Race   | Förare            | Konstruktör | Bana   | Rapport |
| ---- | ------ | ----------------- | ----------- | ------ | ------- |
| 2013 | Race 1 | Tom Chilton       | Chevrolet   | Sonoma | Rapport |
| 2013 | Race 2 | Gabriele Tarquini | Honda       | Sonoma | Rapport |
| 2012 | Race 1 | Yvan Muller       | Chevrolet   | Sonoma | Rapport |
| 2012 | Race 2 | Robert Huff       | Chevrolet   | Sonoma | Rapport |